# Chimera (album)
Chimera – trzeci studyjny album black metalowej grupy muzycznej Mayhem, wydany 29 marca 2004 roku przez wytwórnię płytową Season of Mist. Płyta dotarła do 28. miejsca norweskiej listy sprzedaży – VG-Lista. 

## Lista utworów
Opracowano na podstawie materiału źródłowego.
| Nr | Tytuł utworu                 | Słowa  | Muzyka     | Długość |
| -- | ---------------------------- | ------ | ---------- | ------- |
| 1. | „Whore”                      | Maniac | Blasphemer | 2:58    |
| 2. | „Dark Night of the Soul”     | Maniac | Blasphemer | 6:08    |
| 3. | „Rape Humanity With Pride”   | Maniac | Blasphemer | 5:41    |
| 4. | „My Death”                   | Maniac | Blasphemer | 5:54    |
| 5. | „You Must Fall”              | Maniac | Blasphemer | 4:13    |
| 6. | „Slaughter of Dreams”        | Maniac | Blasphemer | 6:59    |
| 7. | „Impious Devious Leper Lord” | Maniac | Blasphemer | 5:38    |
| 8. | „Chimera”                    | Maniac | Blasphemer | 7:00    |
|    |                              |        |            | 44:31   |

## Twórcy
Opracowano na podstawie materiału źródłowego.
| - Maniac – śpiew - Blasphemer – gitara elektryczna, produkcja, miksowanie - Necrobutcher – gitara basowa - Hellhammer – perkusja, miksowanie - Børge Finstad – inżynieria dźwięku |  | - Morten Lund – mastering - TurboNatas – oprawa graficzna albumu - Sebastian Ludviesen – zdjęcia - Misty K – zdjęcia - Carmen Simones – zdjęcia |